# The Class of Miss MacMichael
The Class of Miss MacMichael és una pel·lícula de comèdia dramàtica britànica dirigida per Silvio Narizzano, i protagonitzada per Glenda Jackson, Oliver Reed, i Michael Murphy. Està absada en una novel·la de Sandy Hutson.

## Argument
La pel·lícula representa els intents d'una professora idealista, la senyoreta MacMichael, per inspirar els seus alumnes en una escola del centre de la ciutat de Londres. Mentre intenta ajudar els adolescents amb els que treballa, també ha de lluitar contra el director ultraautoritari, Mr Sutton.

## Repartiment
- Glenda Jackson com a Conor MacMichael
- Oliver Reed com a Terence Sutton
- Michael Murphy com a Martin West
- Rosalind Cash com a Una Ferrar
- John Standing com a Charles Fairbrother
- Phil Daniels com a Stewart
- Pamela Manson com a Sra. Bellrind

## Producció
Tot i que la pel·lícula es va rodar a la Gran Bretanya, es va finançar íntegrament pels Estats Units, cosa que el director va considerar "vergonyós".

## Recepció
Les ressenyes de la pel·lícula van ser majoritàriament negatives, considerant que la pel·lícula era rutinària i predictible, i van criticar el paper i el rendiment d'Oliver Reed.
Janet Maslin a The New York Times va escriure: "Les produccions brutes, que una vegada us van portar Glenda Jackson a 'A Touch of Class,', aquesta vegada la presenten en circumstàncies decididament fora de lloc. ... La senyoreta Jackson no fa res aquí que no ho hagi fet millor en altres llocs." Variety va criticar la pel·lícula com, "Trepitja les caracteritzacions i situacions habituals", però va afegir: "Tot i que és previsible i el guió és útil per a aquest tema tan tractat, amb una direcció mitjana, Glenda Jackson afegeix la seva presència a la part d'una professora dedicada que defuig un segon matrimoni per quedar-se amb les seves càrregues impossibles. Time Out va denunciar la pel·lícula, escrivint, "Reed, com a director neofeixista d'una escola per a delinqüents, parodia el seu personatge insensible fins a la farsa, alternativament estirant-se com un gall d'indi bullit o afalagant els visitants de l'escola, mentre Jackson compleix el seu paper de mestre compromès / solitari amic dels infants. Afegiu a aquest conflicte d'estils les confuses intencions de la pel·lícula: la comèdia negra, les terribles realitats de les escoles reformatori, la creença sentimental que superarà la comprensió, i teniu un embolic."